# Pedro Bonifacio Palacios
Pedro Bonifacio Palacios (Sant Justo, Argentina, 13 de maig de 1854 - La Plata, Argentina, 28 de febrer de 1917), conegut també pel pseudònim de Almafuerte, va ser un mestre i poeta argentí.

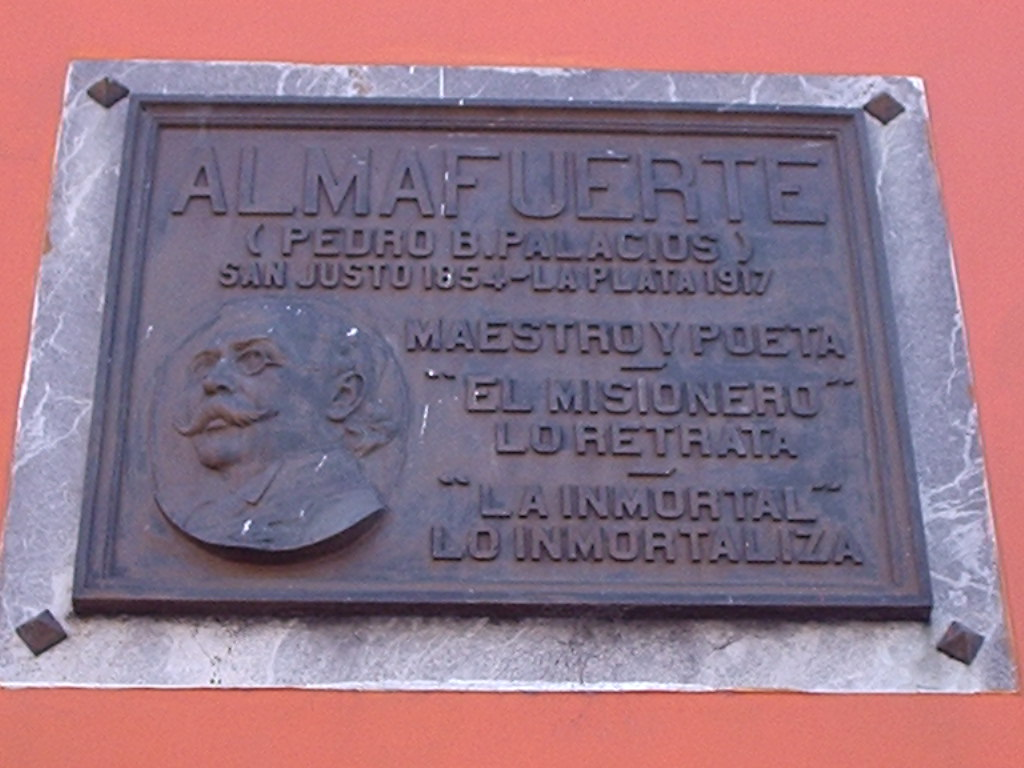
Imposició del nom Almafuerte al carrer 43 a La Plata.

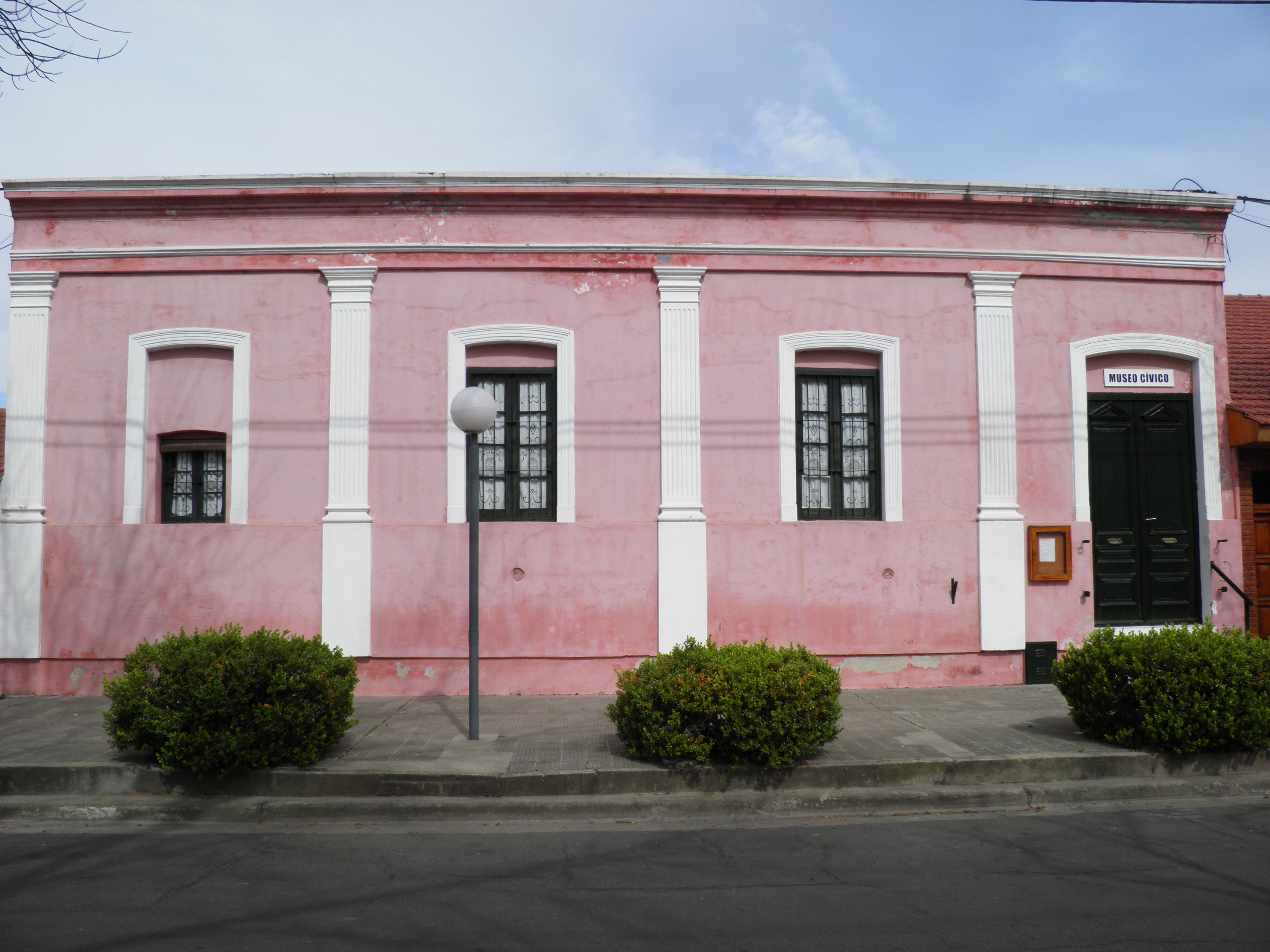
Casa Almafuerte en Trenque Lauquen.

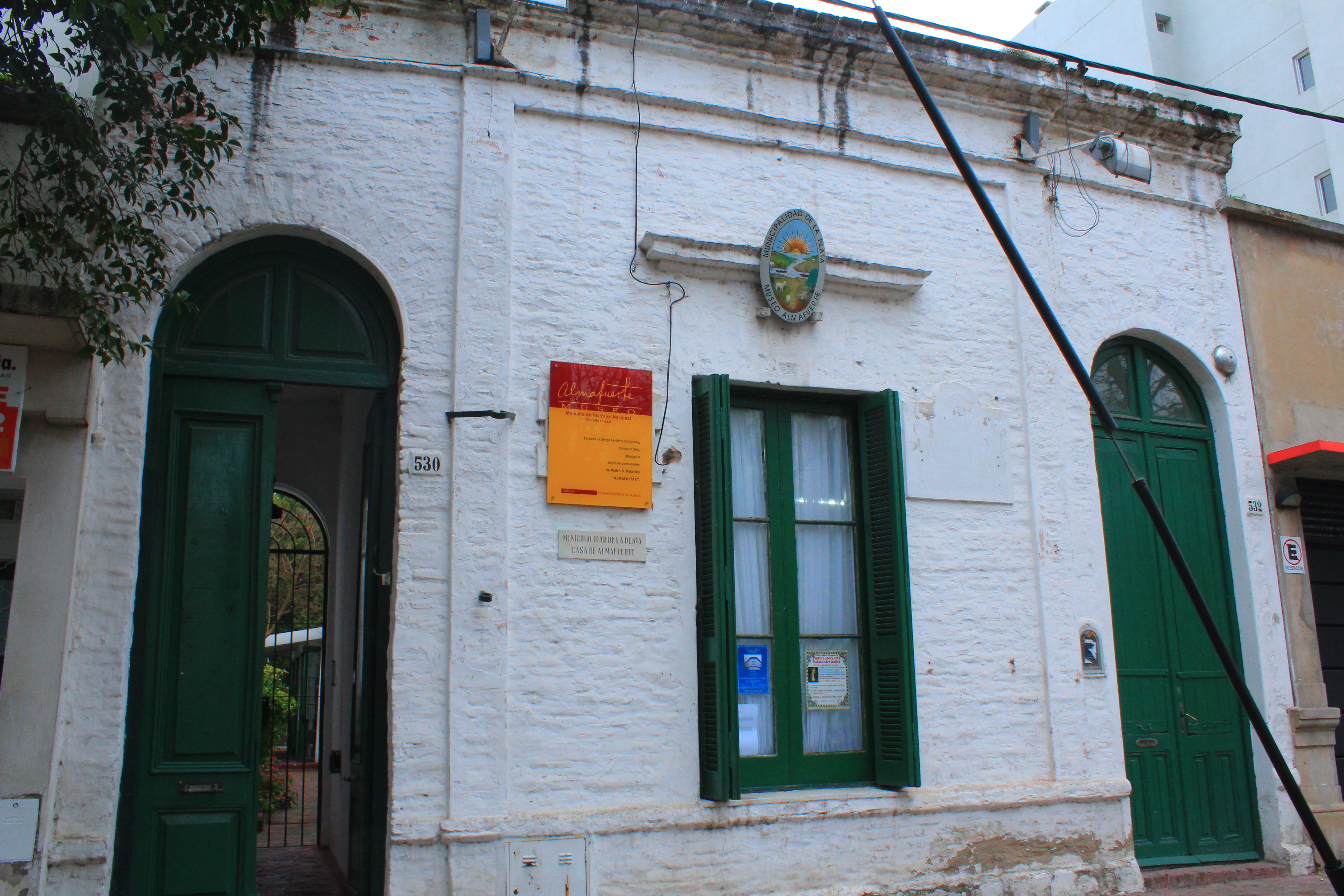
Casa que va habitar Pedro B. Palacios (Almafuerte)

## Biografia
Palacios va néixer en Sant Justo, província de Buenos Aires, en el si d'una família molt humil. Encara nen, perd a la seva mare i és abandonat pel seu pare, per la qual cosa va ser criat pels seus parents.
Almafuerte és el pseudònim amb el qual va aconseguir major popularitat, encara que no va ser l'únic que va utilitzar al llarg de la seva vida.
La seva primera vocació va ser la pintura, però, com el govern li va negar una beca per viatjar a Europa a perfeccionar-se, canvia el seu rumb i es dedica a l'escriptura i la docència.
Va exercir en escoles de la Pietat i Balvanera. Poc després es va traslladar a la campanya i va ser mestre a Mercedes, Salto i Chacabuco. Als 16 anys va dirigir una escola a Chacabuco, on, el 1884, va conèixer al llavors expresident (1868 - 1874) Domingo Faustino Sarmiento. Temps després és destituït per no posseir un títol habilitant per a l'ensenyament, però molts afirmen que en realitat va ser pels seus poemes altament crítics envers el govern.
Als pobles on va exercir la docència, també va aconseguir notorietat com a periodista polèmic i apassionat, poc complaent amb els cabdills locals.
Després de deixar l'ensenyament obtingé un lloc a la Cambra de diputats de la província de Buenos Aires, i més tard bibliotecari i traductor en la Direcció general d'Estadística d'aquesta província. El 1887, es trasllada a La Plata i ingressa com a periodista al diari El Pueblo.
En 1894 reprèn la seva activitat docent en una escola de la localitat de Trenque Lauquen, però novament és retirat per qüestions polítiques dos anys més tard.
Al començament del segle XX participa una mica de l'activitat política, però a causa de la seva inestabilitat econòmica i que estava poc inclinat a acceptar un càrrec polític, ja que criticava durament als qui vivien a costa dels impostos de la gent, no ho va fer amb molt d'entusiasme.
Al final de la seva vida, el Congrés Nacional Argentí li va atorgar una pensió vitalícia perquè es pogués dedicar de ple a la seva activitat com a poeta. No obstant això no va poder gaudir d'ella; el 28 de febrer de 1917 va morir en La Plata (Buenos Aires), a l'edat de 62 anys.

## Museu Almafuerte
A la ciutat de La Plata es troba la casa que va habitar i on van transcórrer els últims dies de Pedro B. Palacios. Aquesta casa, que està situada en l'avinguda 66, n° 530, és avui un museu que sintetitza la vida i l'obra d'aquest artista.
La creació d'un museu en aquesta casa de principis del segle XX - declarada Monument Històric de la Ciutat, de la Província i de la Nació- és un just homenatge a l'artista i promou la consolidació com a patrimoni públic del lloc on es va plasmar la seva acció humanística i literària. El museu va ser dirigit, fins a 1945, per l'Agrupació BASES presidida pel Sr. Francisco Timpone i un grup de veïns compromesos amb la història i l'obra d'Almafuerte. A partir de 1945 l'acció cultural del museu va quedar en mans de l'ajuntament de la Plata. Al Museu Almafuerte s'exhibeixen manuscrits, fotografies, dibuixos, llibres, periòdics, escrits sobre la seva obra, mobles i altres objectes que van formar part de la vida del poeta. Recorrent les diferents sales, el visitant va descobrint la multifacètica personalitat d'Almafuerte, a partir dels molts oficis que va tenir, al mateix temps, pren contacte amb el context polític, social i històric que li va tocar viure. Una de les sales permet, a més, apuntar-se al seu món interior, a les seves coses més personals, mobles i objecte d'ús quotidià, com les ulleres amb armadura de plata que el van acompanyar en la seva vellesa.

## Obra literària
Palacios va publicar algunes obres amb diferents pseudònims però el que més es va popularitzar va ser el de Almafuerte.
Obres de Pedro Bonifacio Palacios (Almafuerte):
- Lamentaciones, (1906).
- Siete sonetos medicinales, (1907).
- Evangélicas, (1915).
- Poesías, (1916).
- Poesías Completas, (1917).
- Nuevas Poesías, (1918).
- Milongas clásicas, sonetos medicinales y Dios te salve. Discursos, (1919).
- La inmortal.
- El misionero, (1911).
- Trémolo.
- Cantar de los cantares.
- La sombra de la patria.

Textos per llegir de Pedro Bonifacio Palacios (Almafuerte):
- Avanti (Poesía).
- La yapa (Poesía).[2]